# Ștefan cel Mare (okręg Konstanca)
Ștefan cel Mare – wieś w Rumunii, w okręgu Konstanca, w gminie Saligny. W 2011 roku liczyła 546 mieszkańców.